# Friedrich Wilhelm van Bilderbeek

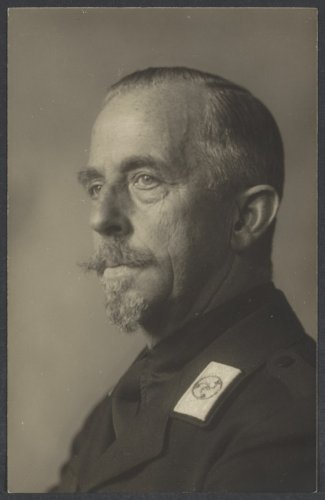
Friedrich Wilhelm van Bilderbeek

 Friedrich Wilhelm van Bilderbeek (Amsterdam, 30 september 1880 – Assen, 14 december 1944) was een Nederlands nationaalsocialist.
Hij was zoon van Wilhelmina Christina Tappe en Bernardus Bilderbeek.  
Van Bilderbeek vervulde vele jaren een belangrijke rol in de Nationaal-Socialistische Beweging (NSB) van Anton Mussert, waar hij stamboeknummer 1480 kreeg toebedeeld. Niet alleen was hij Musserts persoonlijk financieel adviseur, ook was hij penningmeester van de NSB en administrateur van het Nationaal Tehuis te Lunteren. Hij was de broer van Musserts secretaresse Stien van Bilderbeek. Drie van zijn broers waren ook lid van de NSB; een ander Beranrdus van Bilderbeek was gerenommeerd architect in Dordrecht.
Na Dolle Dinsdag pakten veel (kader)leden van de NSB hun biezen en vluchtten naar Duitsland. Deze overhaaste vlucht bezorgde de NSB veel negatieve publiciteit. Mussert installeerde daarom op 2 oktober 1944 een tijdelijke bijzondere rechtbank. De drie rechters kregen de opdracht:
te onderzoeken en te beoordelen, welke leden der Beweging, die op 1 September jl. belangrijke vertrouwensposten innamen, zich in de maand September in positieve of negatieve zin hebben onderscheiden.
De Districtcommandeur van de Landwacht voor Overijssel, Frederic L. Rambonnet, werd benoemd tot leider van opsporing en vooronderzoek. Als gevolg van de tirade van Rambonnet tijdens de zitting waar de zaak Van Bilderbeek werd behandeld, werd laatstgenoemde door Jan Nelis Geel, een lid van Musserts lijfwacht, die kort daarvoor als getuige tijdens de zitting gehoord was, doodgeschoten.
 Portaal: Fascisme en nationaalsocialisme in Nederland · Fascisme · Nationaalsocialisme